# Église Saint-Laurent de Laroque-des-Albères
Pour les articles homonymes, voir église Saint-Laurent.
L'église Saint-Laurent de Laroque-des-Albères est une église romane en ruines située à Laroque-des-Albères, dans le département français des Pyrénées-Orientales.